# Afroecuadorianer
Afroecuadorianer (spanisch: Afroecuatorianos) sind eine ethnische Gruppe in Ecuador. Sie stammen von versklavten Afrikanern ab, die von den Spaniern während der Kolonisierung Ecuadors dorthin gebracht wurden. Sie machen rund 4 % der ecuadorianischen Bevölkerung aus.

## Geschichte
Die meisten Afroecuadorianer sind Nachfahren versklavter Afrikaner, die im frühen 16. Jahrhundert nach Ecuador kamen. Viele aus der Sklaverei fliehende Afroecuadorianer migrierten nach Esmeraldas, wo sie Siedlungen erbauten und sich zum Teil mit der indigenen Bevölkerung vermischten. Die Nachkommen aus diesen Verbindungen werden auch als Zambo bezeichnet. Später siedelten sie auch zunehmend in anderen Gebieten Ecuadors, aber die Mehrheit lebt weiterhin in Esmeraldas.

## Diskriminierung
Auch wenn die Sklaverei 1851 abgeschafft wurde, werden die Afroecuadorianer nach wie vor erheblich diskriminiert. Ein Großteil von ihnen lebt in Armut.
Zur Bekämpfung dieser Probleme gibt es Entwicklungsprojekte und sich auf Afroecuadorianer fokussierende Menschenrechtsorganisationen.

## Bekannte Afroecuadorianer
- Nelson Estupiñán Bass
- Monica Chala
- Moises Caicedo
- Agustin Delgado
- Giovanny Espinoza
- Jaime Hurtado
- Álex Quiñónez
- Alberto Spencer
- Antonio Valencia
- Enner Valencia